# Vilâyet Karesi
Das Vilâyet Karesi (türkisch Karesi Vilâyeti, osm. Vilâyet-i Karesi) war ein kurzlebiges Vilâyet des Osmanischen Reiches in Nordwestanatolien. Es bestand von 1881 bis 1888.

## Geschichte
Durch eine Verwaltungskorrektur wurde 1881 der Sandschak Karesi (heute Balikesir), durch die Abspaltung von dem Vilâyet Hüdavendigâr (Bursa) zu einem Vilâyet erhoben. Die Hauptstadt des Vilâyets war gleichzeitig Karesi. Der erste Gouverneur (Vali) war Hamdi Paşazade Reşat Paşa, danach kam als zweiter und zugleich letzter Vali Mehmet Atıf Bey.
Auch das Gebiet um Biga (heute Bigadiç) wurde zum Sandschak erhoben. Das nebenbei bestehende Karesi hatte sieben Subdistrikte (Kaza), das Sandschak von Biga vier. Im April 1888 wurde das Vilâyet Karesi wieder aufgelöst und in das Vilâyet Hüdavendigâr integriert. Das im Vilâyet Hüdavendigâr enthaltene Sandschak wurde nun von einem Rumelier namens Behçet Paşa regiert.

## Sandschaks
| 1881-1888 Vilâyets in Karesi |
| Karesi Sancağı               |
| Biga Sancağı                 |

## Bevölkerung
| Jahr  | Einwohner |
| 1884  | 397.000   |
| 1910  | 488.000   |
| Y & G |           |